# Kanae Kobayashi
Kanae Kobayashi (jap. 小林 かなえ Kobayashi Kanae; ur. 1 lipca 1997) – japońska szablistka, brązowa medalistka mistrzostw świata.
Podczas mistrzostw świata w Kairze w 2022 roku Japonki w składzie: Misaki Emura, Shihomi Fukushima, Kanae Kobayashi i Seri Ozaki zdobyły brązowy medal w zawodach drużynowych. W turnieju indywidualnym zajęła tam 57. miejsce.
Zdobyła także srebro drużynowo na igrzyskach azjatyckich w Hangzhou (2022).